# Charlie Harper
Charlie Harper (né David Charles Perez le 25 mai 1944) est un chanteur britannique, principalement connu en tant que chanteur du groupe punk UK Subs.

## Biographie

### Jeunesse et débuts professionnels
Charlie Harper est né à Londres, ou à Barnsley, entre Leeds et Sheffield, selon d'autres sources. Il déménagée. Harper a fréquenté une « école secondaire radicale » où il était président du Young Farmer's Club. Il quitte l'école à l'âge de 15 ans pour commencer un apprentissage de coiffeur. Après l'apprentissage, Harper a commencé à jouer dans la rue de la guitare et de l'harmonica. En 1970, Harper s'est marié et a commencé à travailler comme coiffeur' dans la boutique de sa belle-sœur.

### Carrière musicale

#### Premiers groupes
Il débute dans la scène R&B londonienne. Son premier groupe en 1964 s'appelait Charlie Harper Free Press Band  Avant de se produire en tant que UK Subs, il était le leader et fondateur de The Marauders, un groupe de pub rock. Après avoir vu quelques concerts de punk rock au Roxy, le groupe a changé son nom pour Subversives et a commencé à jouer du punk rock.

#### Fondation des UK Subs
Le nom a finalement été raccourci en UK Subs en 1976,.
En 1980, son single solo "Barmy London Army" a passé une semaine à la 68e place du UK Singles Chart. En plus de chanter, il joue également de l'harmonica et de la basse, il a joué de la guitare rythmique sur l'album Diminished Responsibility des UK Subs. Il donne encore généralement entre 150 et 200 concerts par an avec les UK Subs,. Plus de 80 musiciens se sont succédé dans a formation.

#### Avec Urban Dogs
Il a également enregistré avec son projet parallèle The Urban Dogs et a sorti un album solo intitulé Stolen Property et un deuxième single solo "Freaked".

## Discographie

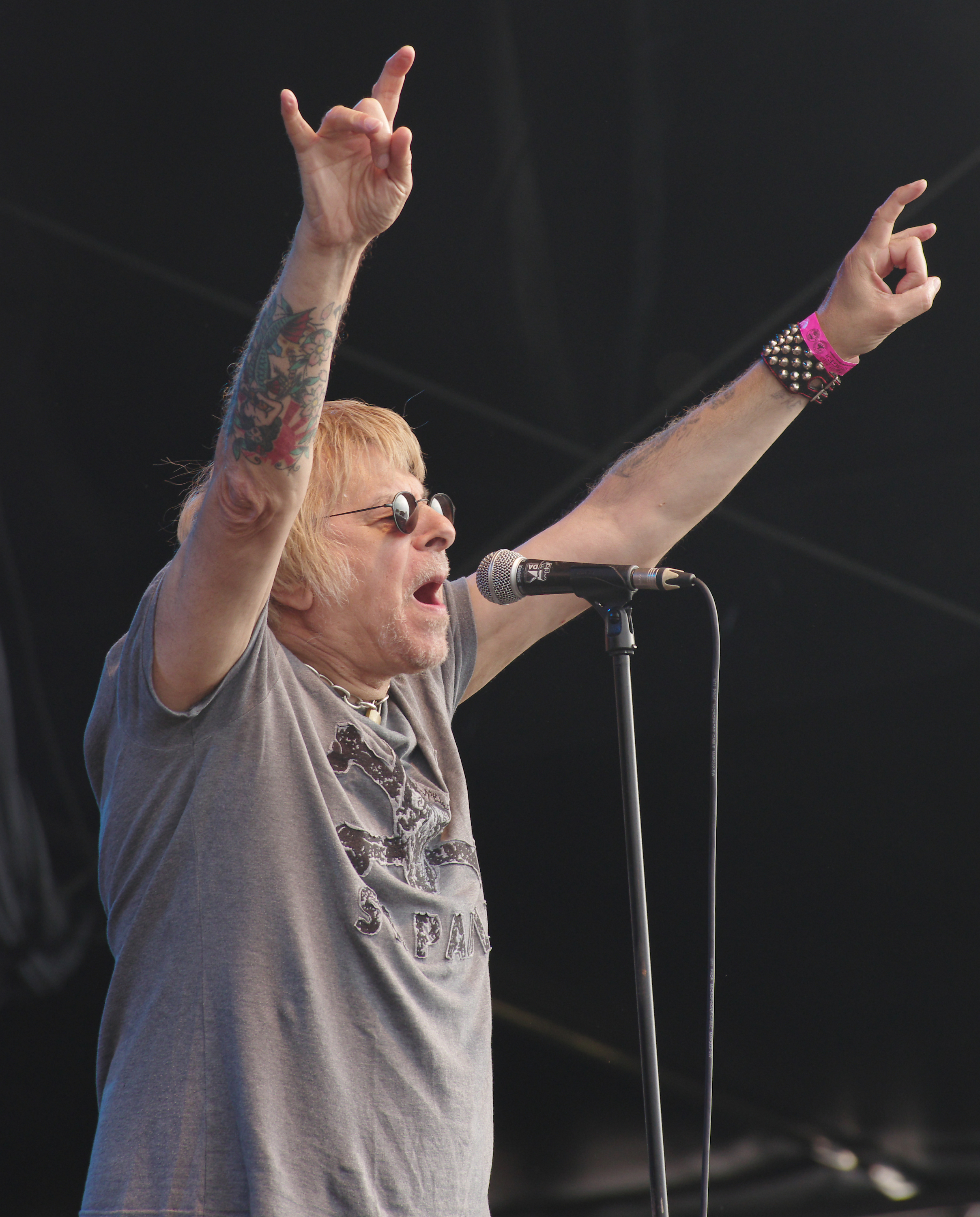
Harper se produisant en 2013

### Solo

#### Albums
- Stolen Property (1981), Flicknife

#### Singles
- "Barmy London Army"/"Talk Is Cheap" (1980), Gem
- "Freaked"/"Jo" (1981), Ramkup - UK Indie no. 17 [11]

### avec UK Subs
voir la discographie des UK Subs

### avecThe Urban Dogs

#### Albums
- Urban Dogs (1983), Fall Out - UK Indie no. 18[11]
- No Pedigree (1985), Flicknife
- Wipeout Beach (1998), Raw Power
- Bonefield (2012), Time and Matter
- Attack! (2016), Time and Matter

#### Singles
- "New Barbarians" (1982), Fall Out - UK Indie no. 15[11]
- "Limo Life" (1983), Fall Out - UK Indie no. 16[11]
- "(We Don't Want No) Millenium Dome" (1999), Raw Power
- "Rebellion Song" (2014), Time and Matter
- "Trick or Treat" (2016), Time and Matter

### avec Charlie's Harbour Rats
- Single "Rollin' In My Sweet Baby's Arms" (2012), Punkerama

### avecCaptain Sensible
Too Much Reality EP (2013), Time and Matter

### Compilations
- New Barbarians: The Best Of Charlie Harper And The Urban Dogs (1999), Captain Oi!

## Hommages enregistrés
- "Charlie Harper" - un morceau des Bus Station Loonies est apparu sur leur EP "Bare Faced Hypocrisy Sells Records" sur le label Ruptured Ambitions en 1998. Une version différente figurait sur leur album Zonal Disco de Mad Frank de 1999.
- Charlie Harper une chanson enregistrée et écrite par Demob. Inédit à ce jour. Une version live sur YouTube.
- "Uncle Charlie" est une chanson hommage d'Anti-Nowhere League tirée de leur LP The Cage.